# Бага (река)
Бага (также Биюк-Узень; укр. Бага, крымскотат. Bağa, Багъа) — река в юго-западном Крыму (Севастополь), правый приток реки Чёрная, которая ниже села Новобобровского разделяется на два рукава:  Верхняя Бага и Нижняя Бага (фактически — обе впадают в Чернореченское водохранилище). В справочниках учитывают две отдельные реки: Бага Верхняя длиной 5,9 км, площадь водосборного бассейна 6,47 км², без притоков и Бага Нижняя — 10 км, площадь водосбора 21,3 км², 5 безымянных притоков длиной менее 5 километров.
Длина реки — 10,0 км.

## Название
Топоним Бага выводят от монгольского бага, переводя, как малый. Приводится также вариант Биюк-Узень, либо от персидского баг — сад. Также распространена версия, что Бага не переводится ни с одного из языков, употреблявшихся в историческое время в Крыму. В справочнике «Волости и важнѣйшія селенія Европейской Россіи» за 1886 год, река записана, как ручей Ланикест.

## География
Гидролог Николай Васильевич Рухлов в начале XX века, описывая Багинский водоток, отмечал его маловодностьи отсутствие постоянного течения воды в верховье, которое он называл Биюк-Узень. В среднем течении зафиксировано несколько небольших родников, которые и давали воду в нижнюю часть ручья. Река течёт общим направлением на юго-запад, в нижнем течении образуя живописное ущелье, иногда называемое «каньоном реки Бага» с «Трёхкаскадным водопадом». Согласно справочника «Поверхностные водные объекты Крыма» у реки 5 безымянных притоков, Рухлов же приводит названия некоторых снизу вверх: Курт-Каядере, Фурун-дере и Джавазла. Впадает в Чернореченское водохранилище (ранее впадала в Чёрную несколько южнее). Водоохранная зона реки установлена в 50 м.